# Choszczówka Dębska
Choszczówka Dębska (prononciation : [xɔʂˈt͡ʂufka ˈdɛmpska]) est un village polonais de la gmina de Dębe Wielkie dans le powiat de Mińsk de la voïvodie de Mazovie dans le centre-est de la Pologne.
Il se situe à environ 4 kilomètres au nord-est de Dębe Wielkie (siège de la gmina), 6 kilomètres au nord-ouest de Mińsk Mazowiecki (siège du powiat) et à 35 kilomètres à l'est de Varsovie (capitale de la Pologne).
Le village compte une population de 103 habitants en 2014.

## Histoire
De 1975 à 1998, le village appartenait administrativement à la voïvodie de Siedlce.